# Wyspa Kołczaka
Wyspa Kołczaka (ros. остров Колчака) – wyspa na Morzu Karskim w północnej Rosji, administracyjnie należąca do Kraju Krasnojarskiego.

## Geografia
Wyspa położona jest blisko lądu, na północny wschód od Półwyspu Szturmanowa i na południe od wyspy Tajmyr. Ma około 21 km długości i 6,5 km szerokości.
Mimo położenia blisko archipelagu Nordenskiölda, wyspa Kołczaka nie jest jego częścią.

## Historia
Wyspa została po raz pierwszy zbadana w 1901 roku przez Aleksandra Kołczaka, uczestnika wyprawy Eduarda Tolla z lat 1900–1902. W 1937 roku władze sowieckie zmieniły nazwę na wyspę Rastorgujewa, upamiętniając Stepana Rastogurjewa, również odkrywcy i uczestnika tej samej wyprawy. W 2005 roku powrócono do pierwotnej nazwy.
W 2009 roku w północnej części wyspy postawiono pomnik Kołczaka.